# Алжирский метрополитен
Алжирский метрополитен (араб. مترو الجزائر العاصمة‎) — метрополитен в столице Алжирской Народной Демократической Республики, городе Алжир, открытый для эксплуатации 1 ноября 2011 года. 31 октября 2011 года состоялась официальная церемония открытия метрополитена в присутствии президента страны. В настоящий момент система состоит из одной линии длиной 18,2 км с 19 станциями.

## Предыстория
Планы по строительству метрополитена в Алжире возникли в 1970-х годов в связи с демографическим бумом в городе и возросшими потребностями в городском общественном транспорте.
Тогда было спланировано, что в системе будет три линии метрополитена.
Официальный старт работ был объявлен в 1982 году. В 1985 году было завершено техническое обоснование проекта. Для реализации проекта были приглашены немецкие и японские специалисты, а также рассматривалась возможность участия советских метростроевцев. Однако последовавший обвал цен на нефть сократил финансовые возможности испытывавшего также и политические проблемы государства, в связи с чем проект был заморожен в 1988 году.
В 1990-х годах реализация проекта была возобновлена. В 1994 году был завершён первый участок протяжённостью 450 м, а также начат следующий 650-метровый участок. В 1999 году компания The Subway of Algiers (EMA) пригласила иностранные компании принять участие в тендере на управление проектом и проведение инженерных и земельных работ. Были отобраны две компании: французская Systra-Sgte для управления проектом и GAAMA для выполнения инженерных и земельных работ.
В 2003 году правительство приняло решение активизировать строительство метрополитена, увеличив финансирование и внедрив новую организационную структуру. Этому способствовали возросшие цены на нефть, увеличившие благосостояние государства.

## История
Первый пусковой участок линии 1 протяжённостью 9,5 км был открыт для испытаний в конце 2010 года и включил в себя 10 станций, соединяющих район Haï el Badr (Bourouba) с центром алжирской столицы.
Метрополитен был запущен 1 ноября 2011 года. Он стал вторым настоящим метрополитеном Африки и первым в странах Магриба.
5 июля 2015 года открыли новый участок из 4 станций длиной 4 км.
10 апреля 2018 года линию продлили на одну станцию на север и на юг: на 1,7 км и 3,6 км соответственно. Общая протяжённость метрополитена превысила 18 км.
7 сентября 2018 года открылась станция «des Ateliers», а 14 ноября открылись станции «Ali Boumendjel» и «Gué de Constantine».

## Характеристики
- На первой линии предусмотрено обращение 14 шестивагонных поездов. Длина каждого поезда — 108 м, количество сидений — 208, количество пассажиров — 1216 чел.
- Метрополитен позволит перевозить 41 000 человек в час или 150 млн человек в год. Расчётный интервал движения — 2 минуты. Скорость движения поездов — 70 км/ч. Метрополитен будет работать с 5 часов утра до 11 часов вечера.

## Галерея

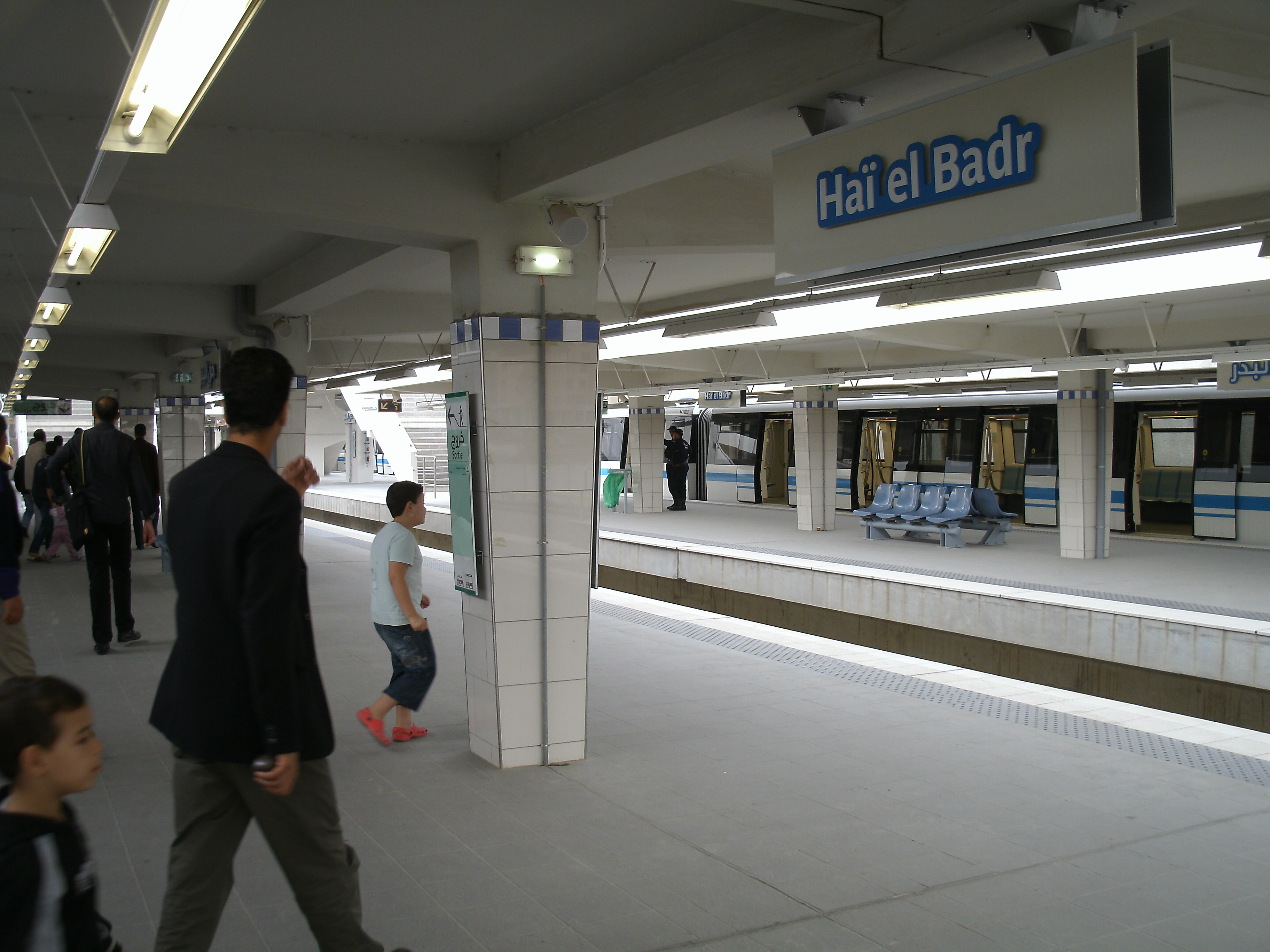
Платформа станции «Haï el Badr»
Вход станции «Tafourah - Grande Poste»
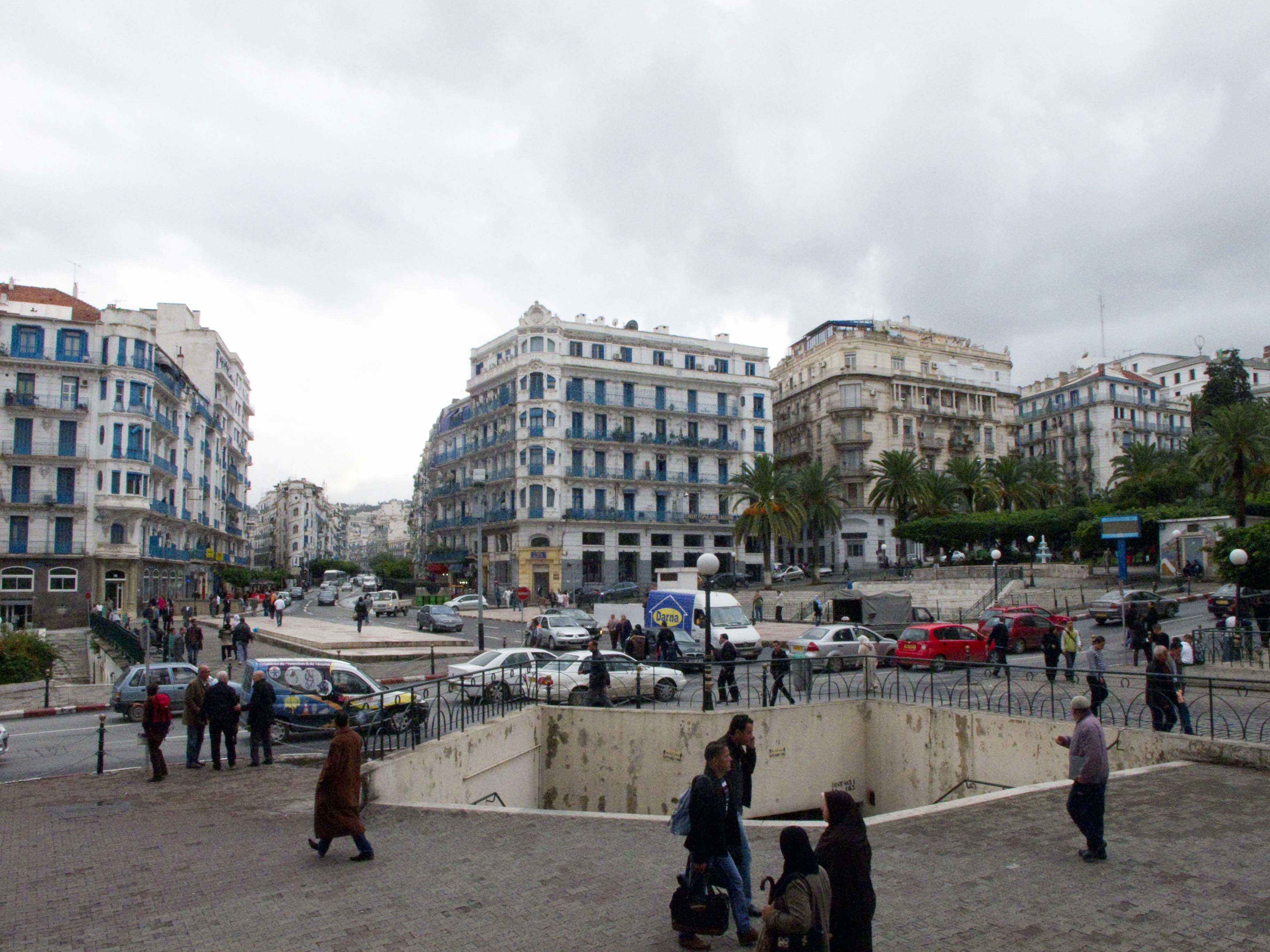
Вход станции «Tafourah - Grande Poste»
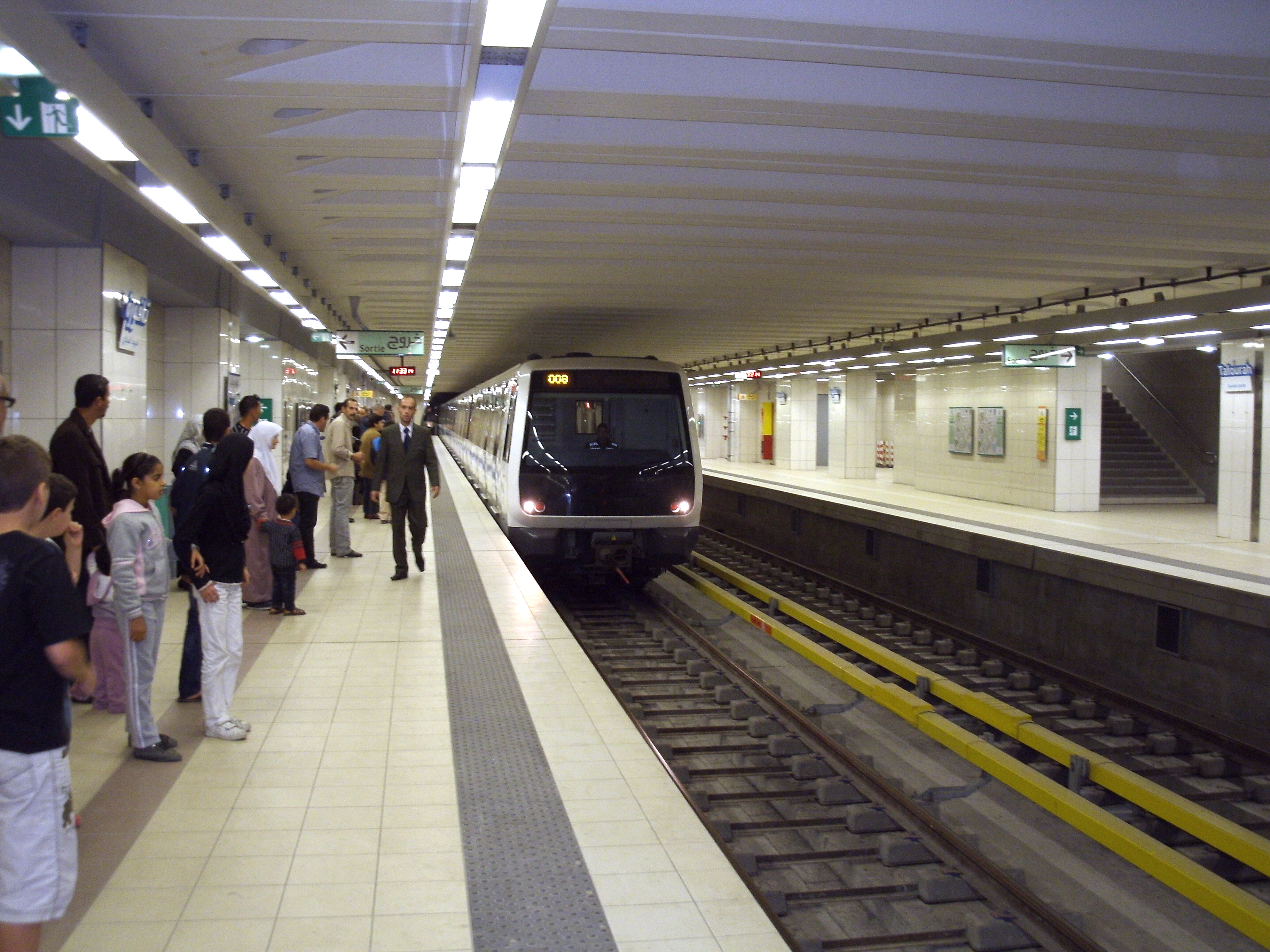
Подвижной состав